# 2023년 미국배우조합 파업
2023년 7월 14일부터 11월 9일까지, 미국 배우들의 노조인 SAG-AFTRA새그-애프트라는 '영화 및 텔레비전 프로듀서 연합회'(AMPTP)에 대한 노동 쟁의로 파업했다. 조합 역사상 가장 긴 파업으로서, 2023년 미국작가조합 파업과 맞물려 진행되었다. 양대 파업 영향으로 남캘리포니아 경제에 4만5천 개의 일자리 감소, 그리고 "추정치 65억 달러" 손실로 이어졌다. 데드라인 할리우드에 따르면, "가장 가혹한 고통"을 "아마도 일정 기준 이하의 노동자들 그들의 집을 팔거나 저당잡히고, 살아남기 위해 퇴직연금계좌[Individual retirement account]를 해지해야 했던 사람들이 느꼈다." 
2023년 작가조합 파업과 더불어, 그것은 일련의 더 많은 헐리우드 노동 쟁의들 중 하나였다. 2023년 새그-애프트라와 작가조합 두 파업은 미국 영화 및 텔레비전 산업에 가장 큰 혼란을 초래했는데 정확히 삼 년 전인 2020년의 코로나 19 감염병 대유행의 영향 이후로 말이다. 작가들과의 연대로 투쟁하는 것에 더해서, 파업은 다음의 것에 의해 촉발된 산업의 변화에 의해 영향을 받았는데 그것은 실시간 재생streaming과 그것의 잔여 수입에의 영향, 또한 인공지능과 전자적 복원digital recreation과 같은 다른 새로운 기술들이다. 그것은 1980년 배우 파업 이후로 미연방에서 배우들이 노동 쟁의 행위를 시작한 첫 사례를 그리고 1960년 이후로 배우들과 작가들이 동시에 파업에 들어간 첫 사례를 기록했다. 
새그-애프트라와 에이엠피티피 간의 협상이 10월 2일부터 10월 11일까지 있었고, 10월 24일에 속개되었다. 2023년 11월 8일에, 양측 간의 임시 협상이 타결되었다. 태평양 표준시 11월 9일 오전 12시01분에 파업은 끝났다.

## 배경

### 헐리우드에서의 노조 조직
영화 배우 조합 – 미국 텔레비전 및 라디오 예술가 연대(새그-애프트라)는 약 16만 명의 대중매체 전문가와 연예인을 대표하는 노동조합이다. '영화 및 텔레비전 프로듀서 연합회'(에이엠피티피)는 새그-애프트라, 미국감독조합(디지에이), 그리고 미국[,] 동부 작가 조합과 미국 서부 작가 조합과 같은 노조들과의 단체 협약 회의에서 영화 및 텔레비전 회사들을 대표하는데, 그 노조들은 미국작가조합(더블유지에이)을 구성한다. 새그-애프트라는 2012년 3월에 '영화 배우 조합'(새그)과 '미국 텔레비전 및 라디오 예술가 연대'(애프트라)의 결합으로 만들어졌는데, 배우뿐만 아니라, 언론인, 토크쇼 진행자, 그리고 다른 방송 노동자를 새그-애프트라가 대표하도록 하면서 말이다. '작가 조합'과 '영화 배우 조합'은 1960년 이후로 동시에 파업에 들어가본 적이 없는데, 1960년에 배우들은 잔여 수당 사안으로 파업 중인 작가와 연대했는데 텔레비전 방송에 팔린 영화에서의 수당 말이다. 1980년 배우 파업은 새그와 애프트라의 협력과 관련이 있었다. 1980년 이후에 가장 큰 새그-애프트라 파업은 2000년에 있었는데, 그때 상업 영화 배우들이 잔여 수당 체계의 유지에 대해 요구하는 파업에 들어갔는데 새그와 애프트라의 통합 이전에, 광고주 압박에 반대해서 말이다. 
지난 십년과 실시간 재생의 일반화 시기에, 작가와 배우는 제작사 방침에 대해 절망해왔는데 실시간 재생 서비스에서의 잔여 수익과 관련해서였는데; 연결망 텔레비전의 쇠퇴는 다른 잔여 수익에의 더 많은 의존으로 이어져왔다. 2007–08년 작가조합 파업은 제작사 간부들에 거의 모든 원인이 있었는데 작가들이 실시간 재생 서비스에서 어떤 잔여 수익도 얻지 말아야 한다고 그들은 주장했다. 2007-08년 파업은 엔피알에 따르면, 로스앤젤레스 시에 추정액 15억 미국 달러의 비용을 유발했다. 파업 중인 작가 조합 작가들과 더불어, 배우들은 인공지능의 사용에 대한 우려를 표명해왔는데, 대가 없이 그들의 초상권을 [침해하여] 복제하는데 그것이 사용될 수 있다는 것을 강조하면서 말이다.

### 파업 전 행동
2023년 5월에 미국작가조합이 파업에 들어간 수주일 후에, 새그-애프트라의 전국감독위원회는 파업 찬반투표에 들어가기로 만장일치로 합의했는데 갱신된 협약을 앞두고 그랬는데; 새그-애프트라는 2020년에 새로운 협약을 승인했는데 2023년 6월 30일에 만료될 협약 말이다. 노조는 말했는데 그것이 파업할 의도가 있는 게 아니라 그것의 협상 상대들에게 "최대의 협상 압박"을 가하는데 그것이 집중한다고 말했는데 2023년 6월 7일의 협상 전에 말이다. 새그-애프트라는 협상에서 많은 사안들을 언급했는데, "경제적 평등을, 잔여 수입을, 인공지능의 사용을 규제하는 것을 그리고 자기소개영상촬영self-taping으로의  산업계의 전환이라는 문제를 해결하는 것"을 포함해서 언급했고, “회사 수익을 부풀리기” 위해서  영화및텔레비전제작자연대가 배우들의 임금을 삭감할 것이라고 그것의 조합원들에게 말했다. 2023년 5월 30일에 공개된 동영상에서, 새그-애프트라 조합원 줄리아 루이-드라이퍼스, 진 스마트, 그리고 쿠메일 난지아니는 조합원들에게 파업에 대해서 찬반투표하도록 제안했지만 파업 찬반투표는 단지 협상도구이지, 즉각적 파업을 실시하는 투표가 아니라며 조심스러워했다. 
2023년 6월 5일에, 새그-애프트라는 노조에 따르면, 98퍼센트 차로 파업 투표를 가결시켰다. 유명한 조합원들—퀸타 브런슨, 제니퍼 로렌스, 그리고 라미 말렉—은 그들의 파업에의 의지를 내비쳤는데 "획기적 협상"을 이루기 위해 시한 이전에, "상당히 생산적인" 협상에도 불구하고 말이다. 새그-애프트라는 파업을 피하려는 시도로, 2023년 7월 13일 자정까지 협상을 연장하는데 동의했지만, 협상은 2023년 7월에 결렬되었다. 새그-애프트라는 2023년 7월 5일에 파업에 대한 조합원 여론을 파악했고 이틀 후에 선전물을 준비하기 시작했다. 
에이엠피티피는 2023년 7월 11일에 연방중재화해기관의 중재를 위해 "막판 요구"에 합의했는데; 국회 및 공공 분과 분과장인 그렉 라엘슨은 말했는데 연방 중재자가 다음날에 참여할 것이라고 말이다. 그에 대응하여, 새그-애프트라는 협상 시한을 넘겨서 협상을 지연시키려 한다고 에이엠피티피를 비판했고 2023년 7월 12일 이후에 그것은 협상을 지속하지 않겠다고 재확인했다.
로렌스와 말렉을 포함하는, 많은 유명한 배우들은,  이후에 그들의 지지를 다시 확인했는데 노조가 투쟁적인 대응을 하도록 촉구하는 성명서에 연명하는 것 그리고 그들의 파업에의 의지를 표명하는 것으로 말이다. 중재가 실패했다는 것을 이후에 언론 '버라이어티'가 보도했는데 에이엠피티피 회장 캐롤 롬바르디니가 협상 위원들을 조롱한 후에 그랬는데 그들에게 "문명적으로 행동"하라고 그리고 파업을 끝내라고 말했는데 그것은 노조 위원들이 퇴장하게끔 했다. 롬바르디니의 발언에의 대응으로, 새그-애프트라 위원장 프랜 드레셔는 에이엠피티피 위원들에게 말한 것으로 알려졌는데 그들이 나가면서 "이제 당신들은 두개의 노조가 파업하게 했다"고 말이다. 
7월 12일에, '분노의 질주'를 주제로 한 궤도 열차roller coaster의 제작을 알리는 발표가 이루어졌는데; 발표일이 새그-애프트라가 에이엠피티피와의 협상을 마무리하기 전에 제시한 마지막날과 일치했고, 제작이 파업의 시작과 동시에 진행되었다. 이것이 5월 8일에 시작된 건설 작업에 추가되었는데, 작가협회가 현장에서 투쟁을 시작한지 얼마 안 된 시기인데, 공원의 중앙과 주차장의 서쪽 끝에 이르는 랭커심 대로를 막는 그리고 추가로 인도 통행을 막는 투쟁 말이다. 출입구 1, 2, 4 그리고 5 앞의 인도는 이 공사에서 비계가 해체되고 철거될 것이었다. 로스앤젤레스 경찰서의 노사협력 부서의 사전 경고에도 불구하고 집회참여자와 다른 보행자의 안전을 위한 '강 도로'부터 '국제 헐리우드 도로'까지 분리구조물K-rails을 설치해야 한다는 경고였는데 일찍이 6월 6일의 작가협회 투쟁 이후의 안전인데, 7월 18일까지 아무것도 설치되지 않았는데, 그때 두 명의 활동가들이 차량에 치였다는 보도가 있었다.
7월 13일에, 새그-애프트라와 영화와텔레비전제작자연합회(에이엠피티피) 간에 이루어진 대화 없이, 새그-애프트라 협상 위원회는 만장일치로 결의했는데 노조의 전국 본부에 파업을 제안하기로 말이다. 전국 본부는 공식적으로 파업을 승인하는 투표를 실시했다. 새그-애프트라 위원장 프랜 드레셔는 파업이 7월 14일에 시작할 것이라고 발표했는데; '오펜하이머'의 배우들이 영화의 런던 시사회 장소를 벗어났는데 파업에 들어가는 발표를 앞두고 말이다. 수석 협상위원인 '던컨 크랩트리-아일랜드'가 참석한 자리에서, 드레셔는 파업이 내키지 않는 마지막 수단이라고 말했고 "[침몰하는] 타이타닉호에서 가구 옮기기"라고 그 제안된 협상안을 불렀다. 기자회견에서, 크랩트리-아일랜드는 에이엠티피가 제작사들로 하여금 일당과 같은 액수의 일회성 비용으로, 단역배우들의 초상권들에의 배타적이고 무제한적인 권리를 가지도록 허용하는 협상안을 포함하려 시도한다고 주장했는데, 그것들을 영상에 복제하기 위한 생성형 인공지능의 사용을 포함해서 말이다. 언론 비평가들은 영화 '국회'(2013)와 '검은 거울' 여섯번째 시리즈 에피소드인 "조안은 끔찍해"(2023)에 이것을 적용시켰다. 하지만, 에이엠피티피는 이 주장을 부인했는데, 그들의 협상안은 그들이 고용된 특정 영화에서 이 복사본의 사용을 허용할 것이라고, 어떤 다른 사용이라도 동의와 추가 보상을 동반할 것이라고 말하면서 말이다.

## 협상과 파업 행위의 진행 상황

### 2023년 7월
파업은 공식적으로 7월 14일에 시작되었다. 7월 10일에 만들어진 규칙의 일부에 의해서, 배우들은 영화나 텔레비전 제작을 할 수 없고 언론 초청회, 영화 시사회, 그리고 행사 같은, 홍보 작업에 참여할 수 없는데 —7월 20–23일로 예정된, 샌디에고 만화-축제Comic-Co를 포함해서 말이다. 파업 행위는 협약에 따라 일하는 새그-애프트라 조합원들에게 적용되지 않는데 에이엠피티피 협상과 별개로 노조에 의해 맺어진 협약 말인데, 방송 비평가들을 포함해서 말이다. 팟캐스트의, “저예산” 독립 영화의, 그리고 [전공] 학생 영화의 작업은 허용되는데, 예능 쇼 같은, 리얼리티 경쟁 쇼 같은, 다큐멘터리 같은, 그리고 토크 쇼 같은 “대본 없는” 텔레비전 작업이 그러하듯이 말이다. 국제적으로, 새그-애프트라 조합원들은 영연방에서 계속해서 업무를 하도록 기존의 ‘이쿼티[노동조합]’ 단체협약상으로 강제되는데 영연방 법이 연대 파업을 불법화하면서 말이다. 에이치비오 연속물series인 ‘용의 집’은 그렇게 그것의 미연방에서의 제작을 계속했는데 새그-애프트라 배우들이 ‘이쿼티’ 협약에 의해 활동하면서, 그 연속물의 지지자들의 이탈을 부르면서 말이다.   
7월 17일에, 8번 출입구 밖의 버럼 대로의 보행로의 벤자민 고무나무들이 그것들의 잎들을 거의 전부 가지치기당했다. 버럼의 반대편의 소나무는 가지치기당하지 않았고, 제작사production [studio] 출입구 근처의 울타리 뒤의 한 줄의 페퍼나무들도 그렇지 않았다. 가지치기는 보복적 행동으로 해석되었는데 왜냐하면 나무들이 집회참여자들에 의해 그늘로 사용되고 있어왔기 때문인데 남부 캘리포니아의 화씨 90도(섭씨 32도) 이상의 여름 기온을 막는 그늘 말이다. 가지치기는 또한 불법으로 여겨졌는데, 나무들은 도시 소유라는 그리고 로스앤젤레스의 가로수 [조성] 시행규칙은 7월과 9월 사이에 그것들을 가지치기하는 것을 금지한다는 근거에서 말이다. 엔비시유니버설은 ‘데드라인 헐리우드’에 글을 썼는데 가지치기가 악의로 이루어졌다는 것을 부인하면서, 그들은 안전을 위해 매년 7월에 공원 외부의 나무를 가지치기한다고 주장하면서, 그리고 그것을 그리고 방해되는 건설 위험을 “집회참여자에 대한 의도치 않은 방해물”이라고 말하면서 말이다. 엔비시유니버설은 가로수 시행규칙을 어기고 시정부 재산을 파괴한 것으로 250 미국달러의 벌금을 부과당했다.   
또한 7월 17일에, 새그-애프트라는 12쪽짜리 성명서를 발표했는데 협상의 결렬을, 그들이 부적절하다고 생각하는 조항을 설명하는 성명서인데, 노조가 11퍼센트를 요구했지만, 5퍼센트 배우 연봉 인상 조항 외의 여러가지를 포함하는 조항 말이다. 에이엠피티피는 반박 성명을 발표했는데, 그것의 행동이 “계획적으로 왜곡[되]”고 있다고 그리고 새그-애프트라가 “3년이라는 협약 기간 동안에 3억 천 8백만 달러의 가치가 있는… 우리가 해왔던 가장 성과적인 협상”을 받지 않기로 했다고 강조하면서 말이다.   
7월 18일에, 집회참여자들을 방해하거나 위험에 빠트리는 그리고 그들의 집회할 권리에 대해 침해하는 행동을 ‘유니버설 스튜디오 헐리우드’에서 엔비시유니버설이 한다고 고발당했다. 그에 대응해서, 새그-애프트라와 작가협회는 엔비시유니버설을 상대로 국가노사관계위원회에 집단 진정을 제기했는데, 그들의 선전활동할 자유에 대해 방해한다고 그리고 그들의 조합원들을 위험에 빠트린다고 회사를 고발하면서 말이다. 미국작가협회 서부지부는 나아가서 에이엠피티피에 청원을 제출했는데 엔비시유니버설이 구조물을 설치하지 않는 것에 대응해서인데 통행 차량에 치이는 위험에서 작가협회와 새그-애프트라 집회참여자들을 보호하는 구조물 말이다. 엔비시유니버설은 ‘헐리우드 리포터’에 글로 대답했다: “우리는 작가협회와 새그-애프트라 불만을 알고 있다. 국가노사관계법(엔엘알에이)을 준수하여 회사가 우리의 법적 의무를 수행해왔다고 우리는 진심으로 믿고 이 사안에 있어서 국가노사관계위원회에 의한 어떤 조사에도 성실히 우리는 협력할 것이다. 우리의 수년에 걸친 건설 계획이 시기적으로 집회참여자들에게 불편을 주어왔음을 우리가 이해하지만, 접근성을 개선하기 위해서 우리는 계속해서 공공 기관과 협력한다. 우리는 노조의 안전하게 집회할 권리를 지지한다.”   
2023년 7월 19일에, 새그-애프트라는 파업 중에 더 많은 영화가 촬영되도록 허용했는데, 이사냐 나잇 샤말란의 ‘목격자들’을, 샘 레이미의 ‘움직이지 마’를, 데이빗 라워리의 ‘성모 마리아’를 포함해서 말이다. 56편의 영화들이 그러고나서 파업 규칙을 준수하여 촬영 가능해졌다.   
2023년 7월 25일에, 수천명의 배우들이 타임 스퀘어에서 화요일 아침 9시 30분부터 정오까지 집회를 열었는데 정당한 대우와 임금에 대한 그들의 관심을 나타내기 위해서 말이다. 새그-애프트라의 핵심 협상 위원인, 던컨 크랩트리-아일랜드는 노조가 에이엠피티피와 하고 있는 투쟁에 대해 말했다. 많은 유명인사들이 그들의 관심을 나타내는 발언을 했는데 그들의 노조의 미래에 그리고 산업의 기술적 발전에 대해서 말이다.  

### 2023년 8월
허리케인 힐러리 때문에, 선전활동이 2023년 8월 21일에, 하루 중단되었다.

### 2023년 9월
9월 1일에, 새그-애프트라 전국위원회는 비디오 게임 파업 찬반 투표를 그것의 조합원에게 실시하기로 투표로 결정했고, 9월 25일에, 파업안이 98.32퍼센트 찬성으로 통과된 것으로 결과는 나타났다.  
작가협회와 에이엠피티피가 9월 24일에 임시 합의에 이른 후에, 9월 27일에 작가협회 파업의 공식적 중단에 이르는 합의 후에, 새그-애프트라는 그것이 계속 파업을 한다고 발표했고, 에이엠피티피에 개선된 협상안을 요구했다. 그후 9월 27일에, 새그-애프트라와 에이엠피티피는 공동 발표를 했는데 “새그-애프트라와 에이엠피티피는 10월 2일, 월요일에 새로운 티비/영화 계약에 대해 협상을 재개할 것이다”라고 말이다. 

### 2023년 10월
10월 2일에, 새그-애프트라와 에이엠피티피는 협상을 위해 만났는데, 새그-애프트라 파업이 7월 14일에 시작한 이후로 두 단체의 첫 만남으로 말이다. 작가협회의 협상과 달리, 새그-애프트라의 협상은 열렸는데 에이엠피티피의 셔먼 오크스 본부가 아닌 윌셔 대로에 있는 새그-애프트라의 본부에서였는데 ‘데드라인’에 따르면, 새그-애프트라 간부들이 “에이엠피티피의 구역區域에서” 불쾌해졌고 환경의 변화를 원했기 때문에 말이다. 그들이 4일에 다시 만날 것이라는 발표로 협상은 마무리되었다. 이런 방식은 10월 4일부터 9일까지 계속되었는데, 그때 공동 발표가 10월 11일의 협상을 알렸다. 하지만, 협상은 10월 11일에 결렬되었다.  
10월 12일에 시작해서, 많은 이유들이 협상이 중단된 이유로 거론되었다. 사란도스는 협상은 결렬되었다고 말했는데 왜냐하면 새그-애프트라가 “[다른] 것에 더해서 구독자들에 대한 할당 수익을 새로 만들었"기 때문인데 그것은 그가 말하길 "머나먼 다리[과도한 요구]"였다. 하지만, 새그-애프트라는 "괴롭힘 전략"을 사용한다고 에이엠피티피를 비판했는데, 새그-애프트라 위원장 프랜 드레셔가, 에이엠피티피는 "제안 꾸러미를 우리에게 주었다. 우리는 그것에 대해 대략 36시간 동안 논의했다. 우리는 그것을 그들에게 다시 가져갔다. 우리는 그들에게 그것을 설명했고 그들은 떠났고 그러고나서 몇 시간 후에 전화해서 ‘우리는 협상을 중단할 것다’라고, 말했다”고 말하면서 말이다. 드레셔는 또한 새그-애프트라는 협상을 지속하기 원한다고 말했다. 던컨 크랩트리-아일랜드(새그-애프트라)는 또한 다음과 같이 말하면서 대답했다, “에이엠피티피의 최고경영자들의 기자회견에서 그들의 공식적 발언은 우리의 요구들을 과도한 것으로 몰고 갔다. 하지만 그것들이 그렇다고 우리는 정말로 생각하지 않는다. 그들이 지금까지 사용하고 있는 숫자들은 굉장히 과대평가되어있다.”  
10월 16일에, 새그-애프트라는 발표했는데 그것이 새로운 비디오 게임 협약과 관련해서 협상을 가질 것이라고 말이다.  
10월 19일에, ‘데드라인 헐리우드’는 보도했는데 헐리웃 유명인들과 새그-애프트라 간부들 간의 줌 통화는 협상안을 내놓았는데 “새그-애프트라가 강화하려고 하고 있는 보건 수당과 다른 부분들을 인상하는데 사용하기 위해서, 회비 상한선을 없애서 이 마을의 고소득자들이 에이엠피티피 회원들에게 비용을 지불하도록 하는 협상안 말이다. 그 제안은 회비의 100만 달러 상한선을 없앨 것이고,” [따옴표는 원문 그대로임] 그리고 최종적으로 3년에 걸쳐 1억5천만 달러를 벌어들일 것이다. “돕길 원하는 누군가가 무시하길 원하는 누군가는 아니”듯이 크랩트리-아일랜드는 그 제안을 “검토와 논의의 가치가 있”다고 생각했지만, 드레셔는 결국 그 제안을 거절했는데, 그것이 현실성없다고 말하면서 말이다. 그녀는 대신에 에이엠피티피가 새그-애프트라와의 협상에 복귀하도록 요구했다.  
10월 20일에, 배우이자 새그 전前위원장인 멜리사 길버트는 배우들이 “파업 중인 회사”의 캐릭터의 핼러윈 의상을 입지 말아야 한다고 주장하는 새그-애프트라의 말을 일축했고, 말했다: “‘이것’이 당신들이 만들어낸 것인가? 정말 누구도 핼러윈에 누군가가 무엇을 입는지 신경 쓰지 않는다 … 이런 유치한 일이 파업을 끝낼 거라고 당신은 진짜 생각하는가? … 부탁인데 여러분이 이런 방식을 그만둘 거라고 내게 말해달라… 그리고 협상하러 가라!... 사람들이 엄청 고통당하고 있다… 이건 우리를 계속 파업하게 하는 그런 어리석은 짓이다.”  
10월 21일에, 협상이 2023년 10월 24일에 재개될 것이라는 공동 발표가 있었다. 24일의 하루 종일의 협상 후에, 10월 25일의 처음 만남의 계획이 10월 26일로 변경되었다. 협상은 그렇게 10월 26일에 재개되었고, 크랩트리-아일랜드는 말했는데 그들이 “논의 자리에서 정당한 협상을 하는데 전적으로 중점을 둔다 … 나는 그것이 이루어질 수 있다고 조심스럽게 낙관한다. 그 자리에서 무슨 일이 일어나고 있는지 요약하는 것을 나는 정말 원하지 않지만 우리는 정말로 완전히 준비된 상태를 유지하는데 중점을 두고 협상을 성사시키는데 중점을 둔다고 말이다. 어떤 사람은 또한 ‘마무리[언론사]’에 의견을 썼는데 “만약에 제작사들이 7월 14일 이후로 파업해온, 영화배우협회와 다음주 내로 협상에 이를 수 없다면, 그러면 어떤 새로운 제작도 2024년 전에 시작될 수 없을 것이”라고 그들은 믿는다”고 말이다. 그 만남 후에, 그들은 협상이 10월 27일에 이어질 것이라고 발표했다. 또한 10월 26일에, 수천명의 유명한 배우들이 서명한 공문이 새그-애프트라 협상 위원회에 보내졌는데 제작사들의 요구에 맞추기보다는 그들의 가치를 위해 계속 싸우도록 그들을 격려하는 공문인데, “이것이 힘든만큼, 우리는 나쁜 협상을 받기보다는 차라리 계속 파업을 하겠다”는 내용이었다.  
2023년 10월 27일에, 협상이 이어졌지만, 어떤 진전도 없었고, 논의가 주말에 걸쳐 이어질 것이라고 발표되었다. 네 곳의 제작사 최고경영자들은 그 자리에 참석하지 않았고, 롬바르디니가 그들 대신에 참석했다. 10월 28일의 협상은 새그-애프트라 간부들인 드레셔, 크랩트리-아일랜드 그리고 새그-애프트라 협상 위원회 사이에서 거의 이루어졌는데, 협회가 제작사로부터의 대답을 기다리면서, 그리고 10월 29일에 다시 만나는 계획을 [세우면서] 말이다.  
그러고나서, 10월 29일의 들쑥날쑥한 대화 후에, 협회 소식통은 ‘데드라인 헐리우드’에 전했는데 “낙관적인 분위기가 있다… 우리가 마지막 단계에 있는 것 같다”고 말이다. ‘데드라인’은 또한 말했다 “양측은 협상이 수일 내에 타결될 수도 있다는 확신을 나타냈지만, 전에 경고했듯이 상황은 여전히 유동적이다. 우리의 시각에서, 새그-애프트라와 제작사들은 그들의 견해차를 좁히는 ‘중요한’ 힘을 얻었는데 스트리밍 쇼들과 그것들의 섭외에 대해서 성과에 따른 보상으로 거론되어온 것에 대한 견해차 말이다.” 저녁 늦게 새그-애프트라는 발표했다: “양측은 월요일에 따로 계획을 세우고 있을 것이고 그날 늦게 계획에 대해서 다시 정할 것이다.” 다음날, 크랩트리-아일랜드는 ‘데드라인’에 전했는데 주말 논의가 “생산적”이었다고, 그리고 그는 계속 “성과를 이루는데 조심스럽게 낙관적”이라고 말이다. 또한 ‘데드라인’에 따르면, 그는 말했다, 새그-애프트라와 에이엠피티피가 “아직 완전히 ‘아이에 점 찍고 티 꼬리를 쓰[마무리되]고 있지’ 않다… 그는 에이아이가 현재 논의의 중심이라고 덧붙였다.” [따옴표는 원문 그대로임] 오후 늦게 “지위가 높은 누군가”가 ‘데드라인 헐리우드’에 전했는데 “아직도 할 일이 많다”고 말이다. 다른 소식통은 ‘데드라인’에 전했다, “이제 많은 공감대가 존재하고, 우리는 그것에 살을 붙이고 있다… 세부적인 것들이 여전히 정해져야 하지만, 우리는 올바른 방향으로 가고 있다.” 그날 저녁에, 새그-애프트라는 발표를 했는데 그들이 10월 31일에 다시 만날 것이라고 말이다.  
10월 31일에, 핼러윈을 기념하면서 가족을 생각해서 대화가 일찍 끝났는데, 11월 1일에 다시 만난다는 뜻으로, 그리고 필요하다면 그주 내로 다음에 추가 논의를 하는 계획으로 말이다. 

### 2023년 11월
협상은 11월 1일부터 11월 3일까지 지속되었다. 11월 4일에, 새그-애프트라 핵심 협상가들은 다음과 같이 말했는데 그것은 그들이 “에이엠피티피로부터 오늘 제안을 받았는데, 그들이 그들의 ‘마지막의, 최선의, 그리고 최종의 제안’이라고 설명한 제안 말이다 … 우리는 그것을 검토하고 있고 우리의 대답을 논의하고 있는데 우리의 제안에서 언급된 중요한 사안의 맥락 내에서 말이다.”이다. 11월 5일에, 새그-애프트라는 그것의 조합원들에게 문자를 보냈는데 협상 조직은 “하루종일 그리고 밤늦게까지 에이엠피티피의 역逆제안을 분석해왔고 철저하게 논의해왔고 월요일에 우리의 논의를 지속할 것이다.”라고 말하는 문자였다. 11월 6일에, 새그-애프트라는 다음과 같은 문자를 조합원들에게 보냈다: “오늘 아침에 우리 협상위원들은 공식적으로 에이엠피티피의 ‘마지막의, 최선의 그리고 최종의’ 제안에 답변했다 … 에이아이를 포함해서, 우리가 여전히 협상을 이루지 않은 많은 핵심 사안들이 있다.” 그날 저녁 늦게, ‘데드라인 헐리우드’는 비대면 회의가 협상을 지속하는 계획을 세우고, 늦게 끝났다고 보도했다. 제작사 관계자는 ‘데드라인’에 말했다, “요즘은 성과가 있는 시기였고, 타결되기 전에 일정한 논의가 여전히 필요하다.” 11월 7일에, 새그-애프트라와 에이엠피티피는 다시 만났다. "협회 소식통"은 '데드라인 헐리우드'에 전했는데 그들이 "강력한 [인공지능으로부터의] 보안 언어 마련에 매우 근접 … 아직 끝나지 않았지만, 매우 근접된 상태다."라고 말이다. 하지만, 회의는 성과없이 끝났고, 11월 8일에 회의를 이어갈 계획을 세웠다. 그 다음에, '데드라인 헐리우드'는 보도했는데 그것이 "협상이 임박했는지 묻는 에이 등급 목록 유명배우들에게서 협회 위원장인 프랜 드레셔가 연락을 받았다고 여러 소식통에게서 들었다."고 말이다. 11월 7일에 또한, 타일러 페리가 ‘시비에스 모닝즈’에 인터뷰를 했다. 새그-애프트라 수석 협상위원들의 노고에 감사하면서도, 그는 또한 말했는데 업무 중단이 “위력을 상실하고 있어”왔다고, “우리가 언제 이길지 아는 것은 정말 중요하다. 이것은 오직 3년간의 협상이다. 2년, 2년 반 내에, 우리는 다시 재협상할 것이다 … 그래서 우리가 얻어낸 것을 우리가 알아야 하고, 그리고 무엇을 우리가 이제까지 얻었나? 그게 중요하다. 지금은. [...] 만약에 내가 모든 것을 한번에 해내려하면서 나의 일을 해왔다면, 나는 여기에 있지 않을 것이다. 내가 이제까지 내가 할 수 있는만큼 많이 얻었으니, 다음에 우리가 얻을 수 있는 것을 봅시다”라고 말이다. 
2023년 11월 8일에, 새그-애프트라는 파업 중단을 알리는 발표를 그것의 조합원들에게 했다: “우리는 여러분에게 말하게 되어 감격스럽고 자랑스러운데 오늘 여러분의 티비/영화 협상 위원회가 만장일치로 투표로 결정했는데 에이엠피티피와의 임시 협약을 승인하기로 말입니다. 11월 9일 오전 12:01을 기하여, 우리의 파업은 공식적으로 중단되고 모든 선전활동 장소는 폐쇄됩니다.” 새그-애프트라의 전국 사무처는 그러고나서 86퍼센트 찬성으로 협상안을 가결시켰다. 협약의 요약본이 2023년 11월 13일에 발행되었다. 새그-애프트라 조합원들의 투표가 11월 14일에 시작되었다. 

### 2023년 12월
투표가 12월 5일에 마무리되다. 협상은 38.15퍼센트 출석에, 78.33퍼센트의 지지로 승인되었다.

## 파업 행동과 대응

### 장소
로스앤젤레스에서의 새그-애프트라의 파업은 대상으로 삼았는데 거대 영화 제작사들뿐만 아니라 회사의 사무실들을 말이다. 드레셔는 개인적으로 넷플릭스의 사무실들 밖에서 파업에 참여했다. 조시 개드는 팍스 엔터테인먼트의 선전활동 대오의 집회참여자들 중에 있었다. 앨리슨 재니, 케이틀린 데버, 로건 러먼, 그리고 조이 킹이 워너 브라더즈에서 집회에 참여했고, 배우 콘스턴스 지머와 기니퍼 굿윈은 파라마운트의 로스앤젤레스 제작소에서 선전활동 대오에 참여했다. 디즈니 사무실은 선전활동 대오에 유명한 조합원들을 포함했는데 맨디 무어, 미셸 모나건, 레이니와 리코 로드리게즈 남매, 다니엘 피셸, 그리고 벤 슈워츠이다.   
새그-애프트라의 뉴욕 선전활동은 이루어졌는데 브로드웨이 1515번지에 있는 파라마운트의 뉴욕 본부에서 그리고 록펠러 센터를 포함한, 엔비시유니버설의 많은 사무실들에서 말이다. 제이슨 수데이키스는 엔비시유니버설 선전활동 대오에 참여했는데, 배우들은 “그것이 끝날 때”까지 파업할 것이라고 말하면서인데, 조 판톨리아노, ‘벌거벗은 카우보이’, 알렉스 에델먼, 그리고 사라 셔먼이 그랬듯이 말이다. 한편, 파라마운트의 본부에서, 선전활동 대오는 마이클 셔와 케빈 베이컨을 포함시켰다.   
새그-애프트라는 또한 부분 파업에 들어갔는데 뉴욕과 로스앤젤레스 변두리의 다른 장소에서 말이다. “즉석 사진 [설정] 기회[opportunity]” 파업으로 불려지면서, 이것들은 올랜도, 호놀룰루, 그리고 애틀랜타에서 이루어졌다. 노조는 그것이 전국에서 더 많은 투쟁을 시작할 계획이라고 발표했는데, 새그-애프트라 조합원들이 자세한 내용을 위해서 그들의 지역 대표와 만나기를 요구하면서 말이다.  

### 방송사 간부들의 대답
새그-애프트라의 협상 마무리 전에, 한 익명의 에이엠피티피 간부는 말했는데 그들의 현재 전략은 “노조원들이 그들의 아파트와 그들의 집을 잃어버리기 시작할 때까지 일들을 질질 끌도록 하는” 것이라고 말했는데 새그-애프트라가 더 약한 협상 지위를 가지도록 억누르면서 말이다.  
에이치비오와 맥스의 최고경영자인, 케이시 블로이즈는, 파업이 “모든 것을 느리게 만들 것”이라고 말했다. 파업이 에이치비오의 2024년 한해에 많은 영향을 미칠 것이라고 그는 예상했다.  
월트디즈니사社의 최고경영자인, 밥 아이거는, 배우들의 요구는 “비현실적”이라고 말했는데, 그들이 “이 사업계가 이미 직면하고 있는 일련의 도전들을 악화시키고 있”다고 덧붙이면서 말이다. 아이거는 디즈니와의 그의 계약의 공개로 이 발언 때문에 비판받아왔는데, 그의 기본급과 상여금으로 2023년에 2천7백만 달러라는 거액을 그가 벌게 한 계약 말이다. 디즈니 노동자의 평균 임금의 500배 넘게 아이거가 번다고 ‘더랩’이 보도했고, 한편 그것은 실제로는 디즈니 노동자의 평균 임금의 1,242배였다고 ‘타운 앤 카운티’는 보도했다. 아이거의 발언들에 대해 질문했을 때, 드레셔는 그것들을 “싸움을 부르"고 그리고 "청각장애를 가지고 있"다고 설명했다. 그녀는 나아가서 아이거를 "토지 귀족"이라고 불렀는데 "정말로 일어나고 있는 것에 대해 아무런 생각이 없는" 사람 말이다. '월 스트릿 저널'은 또한 아이거를 "청각장애인"이라고 불렀다. 배우인 브라이언 크랜스턴은 아이거에 대한 대답에 참여했다: "우리는 우리의 일자리를 빼앗겨서 로봇에게 주어지도록 하지 않을 것이다." 

### 정치인들의 대답
미연방 대통령 조 바이든, 버몬트 미연방 상원의원 버니 샌더즈, 그리고 로스앤젤레스 시장 캐런 베이스가 배우들의 노조에 대한 그들의 지지를 표명해왔다. 바이든은 이전에 2023년 5월의 작가들의 파업을 지지했었다. 일부 정치인들은 스스로 선전활동 대오에 참여했는데, 버뱅크 시장 콘스탄틴 앤서니(그 자신이 새그-애프트라 조합원이다)와 캘리포니아 미연방 하원의원인 애덤 쉬프를 포함해서 말이다. 미연방 하원의원 알렉산드리아 오카시오-코르테즈는 선전활동 대오에 참여했는데 뉴욕 시의 넷플릭스 제작소 앞에서 말이다. 그녀는 제작사 간부의 부유함을 비판했는데 대다수의 극작가나 배우는 건강보험을 얻기 위해 고군분투하는 동안의 부유함 말인데, 그리고 금전적 승리를 쟁취하는데 있어서의 직접 행동의 힘을 그녀는 강조했다. 
배스[로스앤젤레스 시장]와 캘리포니아 주지사 개빈 뉴섬 두 사람은 파업에의 마무리를 중재하는데 협조할 것을 제안해왔다. 

### 다른 노조들의 반응
미연방의 수많은 다른 노동조합들이 파업에 대한 지지를 표명했다. 작가협회에 이어서, 지지 발표가 감독협회와 제작자협회에 의해 발표되었다. '국제 운수노동자 형제단’은, 그 자체로 유피에스와 단협 투쟁 중인 그리고 타결이 안 되면 7월말에 파업에 들어가기로 예정된 그 단체가, 그들의 위원장인, 션 오브라이언에 의해 발표된 성명을 통해 지지를 표명했다. 에이에프엘–시아이오는 그 뒤를 이어서 새그-애프트라의 뒤에서 그들의 지지를 보냈는데, ‘전문 노동자 분과’, ‘국제 공연장 노동자 연대’, 그리고 '미국작가협회 동부지부'가 그랬듯이 말이다. 

### 다른 단체들의 반응
두 개의 다가오는 영화 축제들, ‘토론토 국제영화축제’와 ‘베니스 국제영화축제’는 파업의 잠재적 영향을 인정했고 9월까지 파업이 해결되지 않으면 배우들에 의한 홍보 출연에 대한 그것의 금지를 발표했지만 그럼에도 불구하고 두 개의 행사들이 진행될 것이라고 밝혔는데, 캐나다, 아시아, 그리고 남미의 모든 부문의 수상자 증가가 기대되면서 말이다. 하지만, 새그-애프트라의 간부들은 승인했었는데 임시 계약에 있는 영화들의 배우들은 그것들을 홍보하기 위해서 축제에 참석해야 하는 것에 있어서 말이다.

### 영향을 받은 제작
2023년 10월 30일에, ‘헝거 게임즈’의 전사편(前史篇) 영화 ‘헝거 게임즈: 노래하는 새와 뱀의 발라드’는 임시 계약을 해서 배우들이 파업 중에 영화를 홍보할 수 있도록 했다. 

#### 루카스필름 애니메이션 싱가포르
2023년 8월 15일에, 루카스필름은 발표했는데 그것이 그것의 싱가포르 제작을 중단할 것이라고 말이다. 중단이 경제적 요인 때문이라고 디즈니는 설명했는데, 미연방의 새그-애프트라 파업이 산업계의 작업에 영향을 미치면서 말이다.

## 같이 보기
- 2023년 미국작가조합 파업